# Hermann Nuber
Hermann Nuber (Offenbach am Main, 10 ottobre 1935 – Offenbach am Main, 12 dicembre 2022) è stato un allenatore di calcio e calciatore tedesco, di ruolo difensore.